# 瓦納瓦納環礁

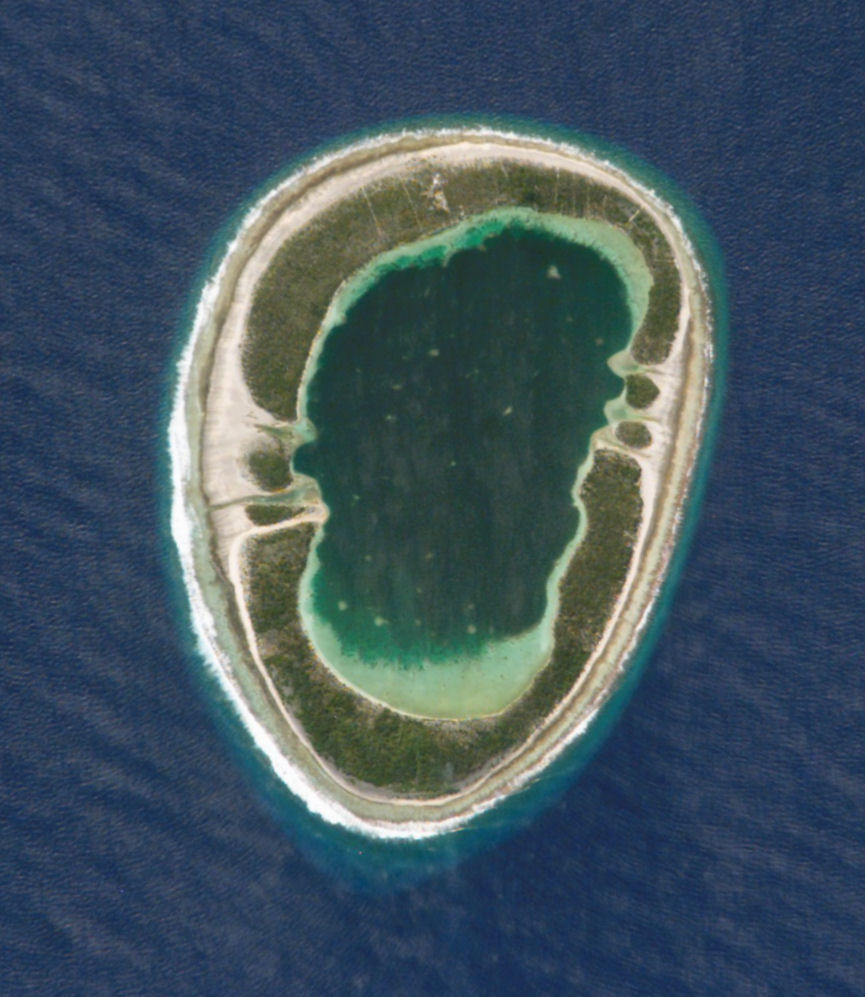
瓦納瓦納環礁

瓦納瓦納環礁（Vanavana），又称库拉塔基环礁（Kurataki）、胡阿塔基环礁（Huataki），是南太平洋法屬波利尼西亞的環礁，屬於土阿莫土群島的一部分，位於圖雷亞環礁以東58公里，由图雷亚市镇管辖，長5公里、寬3.2公里，土地面積2平方公里，潟湖面積3平方公里，島上無人居住。
20°47′S 139°10′W / 20.783°S 139.167°W

## 外部連結
- （页面存档备份，存于）
- History
- Map of Vanavana （页面存档备份，存于）
- Atoll names （页面存档备份，存于）
- Atoll list (in French) （页面存档备份，存于）